# Rafael Celestino Benítez
Rafael Celestino Benítez (9 mars 1917 - 6 mars 1999) est un contre-amiral, commandant de sous-marin américain hautement décoré qui a dirigé les efforts de sauvetage des membres d'équipage de l'USS Cochino pendant la Guerre froide.
Après avoir pris sa retraite de la marine, il fut vice-président de Pan American World Airways pour l'Amérique latine. Il a enseigné le droit international pendant 16 ans à la faculté de droit de l'université de Miami et a été doyen associé, doyen par intérim et directeur et fondateur du programme d'études supérieures en droit étranger.